# 吳宇恆
吳宇恒（英語：Christopher Wu，1996年9月11日—），出生於中國四川省成都市，中國大陸男演員、歌手及舞者，所属經紀公司為普林赛斯文化。毕业于西南交通大学經濟貿易專業。
曾出演《誰說我結不了婚》、《我就是這般女子》。2021年，參加騰訊視頻男團競演选秀節目《創造營2021》，並於总决赛最終排名獲得第18名，而获得瞩目。
吳宇恆官方粉絲名為「樹懶」，個人應援色為「 攬星色 」 。

## 早年经历
吳宇恒出生于四川省成都市，高中毕业于成都双流棠湖中学，大学毕业于西南交通大学经济贸易专业。

## 演艺经历
2017年5月，吴宇恒参加优酷男偶像养成类节目《美少年学社》，与另外10位男选手在节目中接受全方位训练。
2018年6月，參加騰訊視頻音樂大赛節目《明日之子 第二季》，并成功进入节目18强，即盛世魔音赛道的6强之一，从而正式进入演艺圈。2019年12月，主演赵薇执导的微电影《时光魔历》。
2020年，签约北京普林赛斯文化传播有限责任公司，成为旗下签约艺人。2月，以嘉賓身分參加2期的浙江衛視大型室內競技綜藝節目《王牌對王牌 第五季》。
2020年5月，以演员身份出道，參演首部电视剧，CCTV-8都市情感劇《誰說我結不了婚》，在劇中飾演配角「少年李蔚皓」。同時，也为该剧演唱插曲《也许我们》。
2021年1月，參演騰訊視頻古偶剧《我就是這般女子》，在劇中飾演配角「杜九」。
2021年2月，參加騰訊視頻中国国际男團競演选秀節目《創造營2021》，并成功晋级4月的总决赛，最终排名第18名，未能成團出道。4月14日，發行首支個人單曲《LOVE！》。
2021年10月《梦见狮子》在愛奇藝播出。
另有待播电视剧《嘿！你大事很妙》，和电影《八岁的爸爸》等。

### 《創造營2021》时期
- 進入出道組排名為粗體字。

| 期数   | 排名   | 升降   | 票數 （撐腰值） | 評級      | 備註     |
| 第二期 | 第16名 | 不適用 | 未有公佈撐腰值  | C → A → B |          |
| 第三期 | 第16名 | ▬      | 未有公佈撐腰值  | C → A → B |          |
| 第四期 | 第13名 | ▲ 3    | 未有公佈撐腰值  | C → A → B |          |
| 第五期 | 第14名 | ▼ 1    | 9,412,096撐腰值 | C → A → B |          |
| 第六期 | 第17名 | ▼ 3    | 未有公佈撐腰值  | C → A → B |          |
| 第七期 | 第16名 | ▲ 1    | 7,659,034撐腰值 | C → A → B |          |
| 第八期 | 第18名 | ▼ 2    | 未有公佈撐腰值  | C → A → B |          |
| 第九期 | 第19名 | ▼ 1    | 2,000,953撐腰值 | C → A → B |          |
| 第十期 | 第18名 | ▲ 1    | 1,829,783撐腰值 | C → A → B | 未能成團 |

## 音樂作品

### 單曲
| 發行日期      | 歌曲名稱   | 歌曲資料                                    | MV | 備註         |
| 2021年4月14日 | 《LOVE！》 | - 作詞／作曲：黃淑惠 - 編曲／製作人：史曉天 |    | 首支數字單曲 |

### OST
| 發行日期      | 歌曲名稱     | 歌曲資料                                                                              | MV | 備註                         |
| 2020年5月26日 | 《也許我們》 | - 作詞：吳宇恆 - 作曲：喻國峰、吳宇恆 - 編曲／製作人：喻國峰 - 發行公司：華宇世博音樂 | ★  | 電視劇《誰說我結不了婚》插曲 |

### 《創造營2021》表演曲目
| 發行日期      | 歌曲資料 | 備註         |
| 2021年2月17日 | 《流星雨》 - 歌曲說明：初評級舞台（組合） - 原唱者：F4 - 合作演唱者：、、張騰                                                                  | 第一期（上） |
| 2021年2月17日 | 《姍姍》 - 歌曲說明：初評級舞台（個人） - 原唱者：金玟岐                                                                                       | 第一期（上） |
| 2021年3月6日  | 《女孩》 - 歌曲說明：第一次公演（小組競演歌曲） - 原唱者：韋禮安 - 合作演唱者：俞更寅、吳海、張欣堯、肖力桓、原部凌 - 備註：獲得小組撐腰王     | 第三期（下） |
| 2021年3月10日 | 《我們一起闖》 - 歌曲說明：節目官方主題曲（中文） - 原創歌曲 - 合作演唱者：全體學員                                                            | 中文版       |
| 2021年3月10日 | 《Chuang To-Gather Go！》 - 歌曲說明：節目官方主題曲（英文） - 原創歌曲 - 合作演唱者：全體學員                                                 | 英語版       |
| 2021年3月28日 | 《我管你》 - 歌曲說明：第二次公演（位置測評歌曲） - 原唱者：華晨宇 - 合作演唱者：井朧、伯遠、甘望星、邵明明                                    | 第六期（下） |
| 2021年4月10日 | 《輸入法打可愛按第五》 - 歌曲說明：第三次公演（主題考核歌曲） - 原創歌曲 - 合作演唱者：米卡、高卿塵、薛八一、曾涵江、張星特 - 助演嘉賓：鞠婧禕 | 第八期       |
| 2021年4月24日 | 《Be Mine》 - 歌曲說明：总决赛最終舞台公演歌曲 - 原創歌曲 - 合作演唱者：付思超、利路修、林墨、米卡、慶憐、薛八一、張嘉元                       | 第十期       |
| 2021年4月24日 | 《愛就一個字》 - 歌曲說明：個人能力展示（聲樂A組） - 原唱者：張信哲                                                                            | 第十期       |

## 影視作品

### 電視劇／網絡劇
| 首播年度 | 劇名                                      | 角色        | 備註               |
| 2020年   | 《誰說我結不了婚》 （Get Married Or Not） | 少年李蔚皓  |                    |
| 2021年   | 《我就是這般女子》 （A Girl Like Me）     | 杜九        |                    |
| 2021年   | 《嘿！你大事很妙》                        | 黎一禾      | 网络剧             |
| 2021年   | 《夢見獅子》 （Out Of The Dream）         | 郝時        |                    |
| 2022年   | 《玫瑰之战》                              | 颜轩霆      | 客串               |
| 2023年   | 《香蕉先生不睡觉》                        | 宋言煦      | 网络剧             |
| 2023年   | 《故乡，别来无恙》                        | 尹乐        |                    |
| 2024年   | 《明天的少年》                            | 病貓/陈挺   | 网络剧             |
| 2024年   | 《锦绣安宁》                              | 林茂        |                    |
| 2024年   | 《人生冷场没关系》                        | 野波        | 网络短剧           |
| 2025年   | 《千朵桃花一世开》                        | 傅澜生/阿炎 |                    |
| 2025年   | 《难哄》                                  | 段嘉許      |                    |
| 2025年   | 《开画！少女漫》                          | 姜若松      | 网络剧，2021年拍攝 |
| 2025年   | 《献鱼》                                  | 风起        | 网络剧             |
| 2025年   | 《与晋长安》                              | 黎霆        |                    |
| 待播     | 《待我醒来时》                            | 刘若煜      |                    |
| 待播     | 《引灯诀》                                | 紫凤        | 网络剧             |
| 待播     | 《轧戏》                                  |             | 网络剧             |
| 待播     | 《聊斋》                                  |             | 网络剧             |

### 電影
| 上映時間       | 電影名稱       | 角色 | 性質 | 備註         |
| 2019年12月23日 | 《时光魔历》   | 东东 | 配角 | 微电影       |
| 2023年         | 《最好的相遇》 | 聰聰 |      | 首部電影作品 |
| 待上映         | 《鳥鳴嚶嚶》   |      |      |              |
| 待上映         | 《在她身后》   |      |      |              |

### 綜藝節目
| 播出日期               | 頻道             | 節目名稱                       | 備註                          |
| 2017年5月14日－6月11日 | 優酷             | 《美少年学社》                 | 固定成員                      |
| 2018年6月30日－9月14日 | 騰訊視頻         | 《明日之子 (第二季)》          | 參賽者                        |
| 2021年2月17日－4月24日 | 騰訊視頻         | 《創造營2021》                 | 參賽者 （最終排名獲得第18名） |
| 2021年2月25日－4月29日 | 騰訊視頻         | 《營人進入異次元會變成笨蛋嗎》 | 《創造營2021》衍生節目        |
| 2023年6月26日          | 東南衛視、芒果TV | 《快樂的大人》                 | 固定成員                      |

## 外部連結
- 吳宇恆的新浪微博
- 吳宇恆在豆瓣上的资料（简体中文）
- 吳宇恆的哔哩哔哩个人空间